# Winding
Winding er et efternavn, der også findes i versionerne Vinding, Windinge og Vindinge. I 2017 bærer lidt over et tusinde danskere et af disse navne.

## Kendte personer med navnet
- Agis Winding, dansk skuespiller.
- Alberte Winding, dansk musiker.
- Anders Winding Brorson, dansk skolemand.
- Andreas Vinding, dansk journalist
- August Winding, dansk pianist og komponist.
- Bennet Windinge, dansk arkitekt.
- Frederik Vinding Kruse, dansk jurist.
- Kai Winding, dansk jazzmusiker.
- Kasper Winding, dansk musiker og komponist.
- Mads Vinding, dansk jazzbassist.
- Nicolas Winding Refn, dansk filminstruktør.
- Ole Vinding, dansk journalist og forfatter.
- Poul Vinding, dansk dommer.
- Rasmus Vinding, dansk professor.
- Romain Winding, fransk filmfotograf.
- Thomas Winding, dansk forfatter og tv-producer.